# Los Increíbles (videojuego)
Los Increíbles es un videojuego basado en la película del mismo título, estrenado en 2004 para las consolas Xbox, PlayStation 2, Nintendo GameCube, Game Boy Advance, PC, Macintosh y para teléfono móvil. Una nota que la versión de la consola es sólo para el juego de los Increíbles y una de las primeras licencias de los juegos de Disney es calificarlo "T para Teen" por el ESRB.
El videojuego tiene un total de 18 niveles los cuales son:
Nivel 1:Bank Heist 
En este nivel controlamos a Mr. Increíble joven con su viejo traje azul
El cual debe de llegar al lugar donde esta el villano Bom Voyage
Y para ello, tiene que derrotar a los villanos que se va encontrando en el camino al final del nivel salta hacia un edificio el cual está Bomb Voyage.
Nivel 2:Skyline Stretch
En este nivel jugamos con elastic girl el cual debemos de derrotar a los villanos y ver que trama un helicóptero que frozone y la policía tratan de detener.
Nivel 3:Buddy Pine y Bomb Voyage
Y de nuevo volvemos con Mr. Incredible el cual Bomb Voyage le coloca una bomba en la capa de Buddy y tenemos que quitarse la Buddy vuela por la ciudad y tenemos que intentar de no golpearnos con los obstáculos como los cables de luz o automóviles.
Al soltar a Buddy y quitarle la bomba Bomb Voyage aparece en su helicóptero el cual tenemos que lanzarle un total de 6 bombas para poder ganar el nivel.
Nivel 4:Apartment Inferno
En este nivel utilizamos otra vez a Mr. Incredible pero con una identidad secreta el cual debemos de derrotar a todos los villanos del edificio en llamas mientras frozone salva a las personas al final Mr. Incredible y frozone salen del edificio y se van en su auto.
Nivel 5:Late For Scholl
En este nivel jugamos con el personaje dash el cual debe llegar de su casa a la escuela antes de las 8:00 el cual tenemos un reloj que nos marca cuanto tiempo nos queda,en el nivel tenemos te esquivar los obstáculos mientras dash corre a toda velocidad por las calles de la ciudad.
Nivel 6:Beach Landing

## Gameplay
El juego es caracterizado por 18 niveles y cinco personajes jugables. Ellos son:
- Mr. Increíble: Usado para ser el más jugable del juego, él aparece en 11 de los niveles. Mientras usa técnicas de él mismo, sus ropas cambian:
  - Joven Bob Parr (en los primeros dos niveles, traje azul).
  - "Resguardo de la Identidad Secreta" de Bob (un nivel; violenta construcción).
  - Viejo Bob Parr (tres niveles; el viejo traje azul).
  - Nuevo Bob (cinco niveles; nuevo traje "i").

- Elastigirl en tres niveles (ella aparece en dos más donde también es un gesto o ayuda).
  - Elastigirl (un nivel; traje original).
  - Elastigirl (dos niveles; nuevo traje "i").

- Dash (dos niveles, ambos en la cual tien un límite de tiempo). Dos conjuntos de vestir: identidad secreta y superconjunto.

- Violeta: Usada una vez. Ella se desliza con la invisibilidad en los pastos de guardias: el superconjunto es sólo de ella su disfraz. Disgusta que a ella se la derrota con un solo golpe.
  - Incredi-Bola: Dash y Violeta juntos en un campo de fuerza.

En la versión del GBA, la Incre-Bola es ausente. Sin embargo, el carácter de Frozone es jugable en una adición, Elastigirl en la forma de un bote es jugable. Violeta es también jugable para dos niveles en lugar de uno.